# Marine royale malaisienne
Pour les articles homonymes, voir Marine royale.

Drapeau 1963-1968

Drapeau 1957-1963

La Marine royale malaisienne (en malais : Tentera Laut Diraja Malaysia, ou TLDM) est la branche navale des Forces armées malaisiennes. 
La mission de la Marine malaisienne est de protéger le littoral de la Malaisie, ses intérêts stratégiques maritimes, sa zone économique exclusive (ZEE), ses eaux territoriales et de défendre la Malaisie contre toutes menaces venant de la mer. 

## Navires
Elle met en ligne, en 2012, 37 bâtiments pour 28 000 tonnes contre 15 000 tonnes en 2002.
Elle dispose depuis 2009 d'une composante sous-marine avec les deux unités de la classe Scorpène mises en service à cette date. Elle souhaiterait en recevoir d’autres mais elle doit accorder la priorité aux bâtiments de surface : elle dispose de six patrouilleurs océaniques (classés comme corvettes dans Flottes de combat) classe Kedah allemands et devrait commander, en 2013, quatre corvettes du type Gowind Combat. Elle fait procéder à la modernisation de ses deux corvettes de la classe Kasturi et va devoir envisager le remplacement de son seul bâtiment amphibie, le LST Sri Inderapura détruit par un incendie en octobre 2009.

## Corps d'infanterie de marine
En octobre 2013 a été annoncée la création d'un corps d'infanterie de marine se basant sur l'expertise du corps des Marines des États-Unis pour protéger les intérêts malaisiens dans le conflit en mer de Chine méridionale face à la Chine et répondre à l'activisme de groupes indépendantistes dans le conflit de Sabah.